# Ferno
Ferno là một đô thị ở tỉnh Varese trong vùng Lombardia, có cự ly khoảng 60 km southvề phía tây của Milan và khoảng 90 km về phía nam của Varese. Tại thời điểm ngày 31 tháng 12 năm 2004, đô thị này có dân số 6.701 người và diện tích là 8,5 km².
Đô thị Ferno có các frazione (đơn vị trực thuộc) San Macario.
Ferno giáp các đô thị: Lonate Pozzolo, Samarate, Somma Lombardo, Vizzola Ticino.